# Arthur Harden
Arthur Harden (Manchester, 12 oktober 1865 – Bourne End, 17 juni 1940) was een Engelse biochemicus. Hij deelde in 1929 de Nobelprijs voor de Scheikunde met Hans von Euler-Chelpin voor hun onderzoek naar de fermentatie van suiker en fermenterende enzymen.

## Biografie
Harden werd geboren in Manchester als zoon van Albert Tyas Harden en Eliza Macalister. Hij genoot zijn opleiding aan een privéschool in Victoria Park (1873-1877) en aan Tettenhall College (1877-1881). Hij studeerde van 1882 tot 1885 aan het Owens College in Manchester. Een jaar later kreeg hij een beurs en werkte een jaar bij Otto Fischer in Erlangen. Hij ging terug naar Manchester om les te geven en bleef daar tot 1897 toen hij benoemd werd tot scheikundige aan het nieuwe British Institute of Preventive Medicine, dat later het Lister Instituut werd. In 1907 werd hij benoemd tot hoofd van de biochemische afdeling, een functie die hij hield tot zijn pensioen in 1930.
In Manchester had Harden het effect van licht op mengsels van kooldioxide en chloor bestudeerd en toen hij bij het Instituut kwam, gebruikte hij deze methoden om biologische fenomenen zoals het chemische gedrag van bacteria en fermentatie van alcohol. Hij bestudeerde de afbraakproducten van glucose en de chemie van gistcellen, en schreef een serie artikelen over de antiscorbutic en antineuritic vitamines. In 1935 werd hij onderscheiden met de Davy-medaille.
Harden was gehuwd met Georgina Sydney Bridge, de dochter van C. Wynyard Bridge uit Christchurch, Nieuw-Zeeland. Het huwelijk bleef kinderloos. Zijn echtgenote overleed in 1928, Harden zelf in  1940.
1901: Van 't Hoff ·
1902: E. Fischer ·
1903: Arrhenius ·
1904: Ramsay ·
1905: Baeyer ·
1906: Moissan ·
1907: Buchner ·
1908: Rutherford ·
1909: Ostwald ·
1910: Wallach ·
1911: Curie ·
1912: Grignard, Sabatier ·
1913: Werner ·
1914: Richards ·
1915: Willstätter ·
1918: Haber ·
1920: Nernst ·
1921: Soddy ·
1922: Aston ·
1923: Pregl ·
1925: Zsigmondy ·
1926: Svedberg ·
1927: Wieland ·
1928: Windaus ·
1929: Harden, Euler-Chelpin ·
1930: H. Fischer · 
1931: Bosch, Bergius ·
1932: Langmuir ·
1934: Urey ·
1935: F. Joliot-Curie, I. Joliot-Curie ·
1936: Debye ·
1937: Haworth, Karrer ·
1938: Kuhn ·
1939: Butenandt, Ružička ·
1943: Hevesy · 
1944: Hahn ·
1945: Virtanen ·
1946: Sumner, Northrop, Stanley ·
1947: Robinson · 
1948: Tiselius · 
1949: Giauque ·
1950: Diels, Alder ·
1951: McMillan, Seaborg ·
1952: Martin, Synge ·
1953: Staudinger ·
1954: Pauling ·
1955: Vigneaud ·
1956: Hinshelwood, Semjonov ·
1957: Todd ·
1958: Sanger ·
1959: Heyrovský ·
1960: Libby ·
1961: Calvin ·
1962: Perutz, Kendrew ·
1963: Ziegler, Natta ·
1964: Hodgkin ·
1965: Woodward ·
1966: Mulliken ·
1967: Eigen, Norrish, Porter ·
1968: Onsager ·
1969: Barton, Hassel ·
1970: Leloir ·
1971: Herzberg ·
1972: Anfinsen, Moore, Stein · 
1973: E.O. Fischer, Wilkinson · 
1974: Flory ·
1975: Cornforth, Prelog ·
1976: Lipscomb ·
1977: Prigogine · 
1978: Mitchell ·
1979: Brown, Wittig ·
1980: Berg, Gilbert, Sanger ·
1981: Fukui, Hoffmann ·
1982: Klug ·
1983: Taube ·
1984: Merrifield ·
1985: Hauptman, Karle ·
1986: Herschbach, Lee, Polanyi ·
1987: Cram, Lehn, Pedersen ·
1988: Deisenhofer, Huber, Michel ·
1989: Altman, Cech ·
1990: Corey ·
1991: Ernst ·
1992: Marcus ·
1993: Mullis, Smith ·
1994: Olah ·
1995: Crutzen, Molina, Rowland ·
1996: Curl, Kroto, Smalley ·
1997: Boyer, Walker, Skou ·
1998: Kohn, Pople ·
1999: Zewail ·
2000: Heeger, MacDiarmid, Shirakawa ·
2001: Knowles, Noyori, Sharpless ·
2002: Fenn, Tanaka, Wüthrich ·
2003: Agre, MacKinnon ·
2004: Ciechanover, Hershko, Rose ·
2005: Grubbs, Schrock, Chauvin ·
2006: Kornberg ·
2007: Ertl ·
2008: Shimomura, Chalfie, Tsien ·
2009: Steitz, Yonath, Ramakrishnan ·
2010: Heck, Negishi, Suzuki ·
2011: Shechtman ·
2012: Kobilka, Lefkowitz ·
2013: Karplus, Levitt, Warshel ·
2014: Betzig, Hell, Moerner ·
2015: Lindahl, Modrich, Sancar ·
2016: Sauvage, Stoddart, Feringa ·
2017: Dubochet, Frank, Henderson · 
2018: Arnold, Winter, Smith ·   
2019: Goodenough, Whittingham, Yoshino ·
2020: Charpentier, Doudna ·
2021: List, MacMillan ·
2022: Bertozzi, Meldal, Sharpless ·
2023: Bawendi, Brus, Jekimov ·
2024: Baker, Hassabis, Jumper